# Taylor Corporation
Taylor Corporation er et amerikansk trykkeri og grafisk virksomhed, der er baseret i North Mankato, Minnesota. Den blev etableret i 1975 af Glen Taylor, da han købte Carlson Wedding Service. De har over 80 datterselskaber og over 10.000 ansatte i 26 amerikanske delstater og 6 lande.